# سفارة إيطاليا في الأرجنتين
سفارة إيطاليا في الأرجنتين هي أرفع تمثيل دبلوماسي لدولة إيطاليا لدى الأرجنتين. تقع السفارة في بوينس آيرس وهي تهدف لتعزيز المصالح الإيطالية في الأرجنتين.

## وصلات خارجية
- الموقع الرسمي
- قائمة سفارات إيطاليا
- قائمة السفارات في الأرجنتين